# Charles Le Coq de Kerland
Charles Le Coq de Kerland (* 21. Dezember 1887 in Bordeaux; † 7. November 1978) war ein französischer Jurist, der unter anderem zwischen 1959 und 1965 Mitglied des Verfassungsrats (Conseil constitutionnel) war.

## Leben
Le Coq de Kerland absolvierte nach dem Besuch zunächst ein Studium im Fach Chemieingenieurwesen an der Nationalen Oberschule für Chemie in Bordeaux ENSCB (École nationale supérieure de chimie de Bordeaux) und schloss dieses mit einem Diplom als Ingenieur ab und erwarb später noch einen Doktor der Wissenschaften. Danach studierte er Rechtswissenschaften und beendete dieses Studium mit einem Lizenziat.
Danach begann er 1921 seine berufliche Laufbahn mit der Zulassung zum Rechtsanwalt am Appellationsgericht (Cour d’Appel) von Paris und war als solcher bis 1947 tätig. Während des Zweiten Weltkrieges schloss er sich 1940 der Widerstandsbewegung Résistance an und leitete deren Netzwerk im Palais de Justice, dem Justizpalast von Paris. Daneben übernahm er 1944 die Funktion als Leiter der Luftkräfte der Widerstandsbewegung (Résistance Air) im Südosten Frankreichs.
Nach Kriegsende war Le Coq de Kerland zwischen 1947 und 1958 Mitglied des Obersten Gerichtsrates (Conseil supérieur de la magistrature), einer Institution, die die Unabhängigkeit der Gerichte von der Verwaltung garantieren soll. Daneben fungierte er zeitgleich als Mitglied des Nationalrates des Ordens der Ehrenlegion.
Am 20. Februar 1959 wurde Le Coq de Kerland vom Präsidenten des Senats Gaston Monnerville für eine sechsjährige Amtszeit zum Mitglied des Verfassungsrats, des Conseil constitutionnel, nominiert. Die Funktion übte er vom 5. März 1959 bis zum 5. März 1965 aus.
Im November 1967 wurde er Ehrenmitglied des Nationalrates des Ordens der Ehrenlegion.